# Úpohlavy
Úpohlavy är en ort i Tjeckien.   Den ligger i regionen Ústí nad Labem, i den nordvästra delen av landet, 50 km nordväst om huvudstaden Prag. Úpohlavy ligger 176 meter över havet och antalet invånare är 216.
Terrängen runt Úpohlavy är platt åt sydost, men åt nordväst är den kuperad.Runt Úpohlavy är det ganska tätbefolkat, med 56 invånare per kvadratkilometer. Närmaste större samhälle är Litoměřice, 10,4 km nordost om Úpohlavy. Trakten runt Úpohlavy består till största delen av jordbruksmark.